# Сернурське міське поселення
Серну́рське міське поселення (рос. Сернурское городское поселение) — муніципальне утворення у складі Сернурського району Марій Ел, Росія. Адміністративний центр — селище міського типу Сернур.

## Історія
Станом на 2002 рік існувала Сернурська селищна рада (смт Сернур, присілки Ісаєнки, Поланур, Юшто Памаш, селище Горняк). Пізніше селище Горняк було передане до складу Чендемеровського сільського поселення.

## Населення
Населення — 8446 осіб (2019, 8929 у 2010, 9266 у 2002).

## Склад
До складу поселення входять такі населені пункти:
| Населений пункт      | Населення, осіб (2002) | Населення, осіб (2010) |
| -------------------- | ---------------------- | ---------------------- |
| Ісаєнки, присілок    | 23                     | 21                     |
| Поланур, присілок    | 105                    | 117                    |
| Сернур, смт          | 9031                   | 8686                   |
| Юшто-Памаш, присілок | 107                    | 105                    |